# Clyde (Misuri)
Clyde es una villa ubicada en el condado de Nodaway en el estado estadounidense de Misuri. En el Censo de 2010 tenía una población de 82 habitantes y una densidad poblacional de 206,93 personas por km².

## Geografía
Clyde se encuentra ubicada en las coordenadas 40°15′56″N 94°40′10″O / 40.26556, -94.66944. Según la Oficina del Censo de los Estados Unidos, Clyde tiene una superficie total de 0.4 km², de la cual 0.4 km² corresponden a tierra firme y (0%) 0 km² es agua.

## Demografía
Según el censo de 2010, había 82 personas residiendo en Clyde. La densidad de población era de 206,93 hab./km². De los 82 habitantes, Clyde estaba compuesto por el 100% blancos, el 0% eran afroamericanos, el 0% eran amerindios, el 0% eran asiáticos, el 0% eran isleños del Pacífico, el 0% eran de otras razas y el 0% pertenecían a dos o más razas. Del total de la población el 0% eran hispanos o latinos de cualquier raza.